# Бердсвилл
Бердсвилл — маленький городок в австралийском штате Квинсленд, район Дайамантина. Население — 140 человек (2016 год).

## Общие сведения
В Бердсвилле есть школа, где учатся три ученика, больница с одной медсестрой и полицейская станция с одним полицейским. Действует единственная в Австралии геотермальная электростанция мощностью в 80 кВ. Имеются гостиницы и магазины, хотя количество открытых заведений год от года варьируется.
В городке сохранился ряд исторических зданий, связанных со временами освоения Австралии. Его посещали (в том числе до того момента, когда он стал городком официально) несколько выдающихся исследователей континента. В память об их посещениях созданы мемориальные места. В Бердсвилле на городском аэродроме проводится популярная гонка на лошадях, во время которой в город приезжают до 7000 человек (см. en:Birdsville Races). Сегодня город пользуется успехом у туристов, часто останавливающихся здесь во время путешествий по пустыне Симпсона.

## География
Бердсвилл находится в так называемой стране каналов на реке Дайамантина. Расстояние до Брисбена, столицы штата составляет 1580 километров.

## История
Под именем Diamantina Crossing известен с 1881 года. Название же Бердсвилл произошло по одной теории от птиц, а по другой от имён Перси Берда (англ. Percy Bird) и Джорджа Филда (англ. George Field). В случае истинности последней, первым его вариантом было Birdfield. Так или иначе, в 1882, G. и R. Wills из Аделаиды допустили ошибочное написание Birdsville и оно стало общепринятым. Также существует мнение о происхождении названия от названия магазина (первоначально Burtsville, ставшее словом Birdsville). О создании города было объявлено официально в 1887.
Бердсвиллская почта была создана раньше, 1 января 1883.
Находящийся на границе Южной Австралии и Квинсленда Бердсвилл использовался для сбора сборов за скот, перегоняемый между этими территориями. В начале XX века в городе было более 300 жителей, три гостиницы, ряд предприятий, полиция и таможня. Но в 1901 году австралийские земли объединились в федерацию и сборы были отменены. Из-за этого население городка снизилось. В 1950-х оно составляло лишь около 50 человек, но затем распространение туризма в дополнение к торговле и скотоводству несколько улучшило ситуацию.

## Климат
Климат пустынный, дожди редки и количество осадков разнится от года к году, хотя остаётся низким. Лето жаркое и засушливое, зима тёплая. Через пустыню Стшелецкого к городу ведёт дорога, известная как Бердсвилл-трэк, которая в нём и заканчивается.
| Показатель                                                                  | Янв. | Фев. | Март | Апр. | Май  | Июнь | Июль | Авг. | Сен. | Окт. | Нояб. | Дек. | Год   |
| --------------------------------------------------------------------------- | ---- | ---- | ---- | ---- | ---- | ---- | ---- | ---- | ---- | ---- | ----- | ---- | ----- |
| Абсолютный максимум, °C                                                     | 48,5 | 47,1 | 46,5 | 41,7 | 37,8 | 32,4 | 33,4 | 36,2 | 42,8 | 45,1 | 48,7  | 49,5 | 49,5  |
| Абсолютный минимум, °C                                                      | 12,2 | 13,9 | 9,4  | 6,0  | 1,7  | −1,7 | −1,7 | 0,4  | 1,5  | 2,8  | 8,5   | 10,9 | −1,7  |
| Норма осадков, мм                                                           | 24,7 | 29,0 | 16,4 | 9,5  | 11,8 | 10,4 | 10,9 | 6,4  | 5,7  | 12,1 | 13,5  | 16,0 | 167,0 |
| Источник: http://reg.bom.gov.au/climate/averages/tables/cw_038002_All.shtml |      |      |      |      |      |      |      |      |      |      |       |      |       |

## Болезнь Бердсвилла
Болезнь Бердсвилла поражает лошадей. Причиной заболевания является поедание ими местного растения (Indigofera linnaei), которое содержит натуральные токсины, включая нейротоксин 3-NPA. Лошадь испытывает слабость и трудности с координацией движений и может пасть. Случаев отравления скота неизвестно. Заболевание не распространено только в Бердсвилле, но наблюдалось впервые именно здесь в мае 1886. О том, что болезнь вызвана растением, а не червями или солнечным ударом, стало достоверно известно только в 1950. Лошади могут выздороветь при соблюдении некоторых рекомендаций по лечению и уходу, однако для тяжело отравленных рекомендуется эвтаназия. Предотвращение случаев заболевание возможно, если не давать животным поедать конкретное растение, вызывающее его.

## Демография
По данным переписи 2016 года, население Бердсвилла составляло 140 человек. Из них 54,4 % составляли мужчины, а 45,6 % — женщины. Средний возраст населения составил 31 год. 86,1 % населения Бердсвилла родились в Австралии.

## В культуре
- Действие романа Элизабет Харан en:Elizabeth Haran Stars in the Southern Sky, написанного в 2004 году, происходит в городке (название, правда, изменено)
- В британской комедии 2014 года Переростки на краю света есть сцены, снятые в городке.